# Michael Azerrad
Michael Azerrad (né en 1961) est un écrivain, journaliste musical et musicien américain.

## Biographie
Après la fin de ses études, il joue de la batterie dans différents groupes tout en entamant une carrière de critique musical. Il a ainsi notamment collaboré avec Spin, avec MTV de 1987 à 1992, puis avec Rolling Stone de 1987 à 1993. En 1993, il publie chez Doubleday Books le best-seller Come as You Are: The Story of Nirvana, une biographie du groupe Nirvana, six mois avant le suicide de son leader Kurt Cobain.
Son ouvrage suivant, Our Band Could Be Your Life, rassemble les présentations de treize groupes phares du rock indépendant des années 1980 et 1990 : Minor Threat, Fugazi, Dinosaur Jr, Hüsker Dü, Black Flag, Mudhoney, Butthole Surfers, Mission of Burma, Minutemen, Beat Happening, Sonic Youth, Big Black et The Replacements. Encensé par la critique, il a notamment été qualifié de « pièce maîtresse de l'histoire du punk ».
Plus récemment, il a joué dans les groupes The King of France puis The LeeVees.
En 2006 il a coproduit le documentaire Kurt Cobain About a Son consacré à Kurt Cobain réalisé par A.J. Schnak.